# تبغ
التبغ أو التتن أو النيكوتية (الاسم العلمي: Nicotiana) هو جنس من النباتات يتبع الفصيلة الباذنجانية من رتبة الباذنجانيات.

## أصل التسمية
الاسم العلمي للتبغ "النيكوتية (وكذلك اسم مادة النيكوتين المشتق من التبغ) سمي من قبل عالم النبات السويدي كارل لينيوس تكريماً لجان نيكوت السفير الفرنسي في البرتغال الذي أرسل هذه النبتة في 1559 لإستعمالها كدواء في بلاط كاترين دي ميديشي.

## من أنواع التبغ
- تبغ شائع (الاسم العلمي:Nicotiana tabacum) المستعمل في صناعة التدخين (السجاير)
- تبغ أزرق (الاسم العلمي:Nicotiana glauca) أو التنباك
- تبغ أعسم[10] (الاسم العلمي:Nicotiana repanda)
- تبغ أفريقي (الاسم العلمي:Nicotiana africana)
- تبغ بناري (الاسم العلمي:Nicotiana bonariensis)
- تبغ حرجي (الاسم العلمي:Nicotiana sylvestris)
- تبغ خطي (الاسم العلمي:Nicotiana linearis)
- تبغ صدئي (الاسم العلمي:Nicotiana rustica)
- تبغ طويل الأزهار (الاسم العلمي:Nicotiana longiflora)
- تبغ عالي (الاسم العلمي:Nicotiana alata)
- تبغ عثكولي[10] (الاسم العلمي:Nicotiana paniculata)
- تبغ عديم الساق[10] (الاسم العلمي:Nicotiana acaulis)
- تبغ غروي (الاسم العلمي:Nicotiana glutinosa)
- تبغ قلبي الأوراق[10] (الاسم العلمي:Nicotiana cordifolia)
- تبغ قليل الأزهار (الاسم العلمي:Nicotiana pauciflora)
- تبغ لبدي (الاسم العلمي:Nicotiana tomentosa)
- تبغ متبدل (الاسم العلمي:Nicotiana mutabilis)
- تبغ متموج (الاسم العلمي:Nicotiana undulata)
- تبغ مستدق (الاسم العلمي:Nicotiana acuminata)
- تبغ مفلطح الأوراق (الاسم العلمي:Nicotiana obtusifolia)